# Haris Vučkić
Haris Vučkić (Liubliana, Eslovenia, 21 de agosto de 1992) es un futbolista internacional esloveno que juega de delantero en el N. K. Domžale de la Primera Liga de Eslovenia.
Representó a las selecciones menores de Eslovenia en todas sus categorías. El 1 de octubre de 2010, lo convocaron en el plantel de veintitrés jugadores que jugarían los partidos clasificatorios para la Eurocopa 2012 contra Estonia e Islas Feroe; sin embargo, él no debutó en estos encuentros. Su debut internacional se produjo el 29 de febrero de 2012, en un partido amistoso contra la selección escocesa.

## Carrera

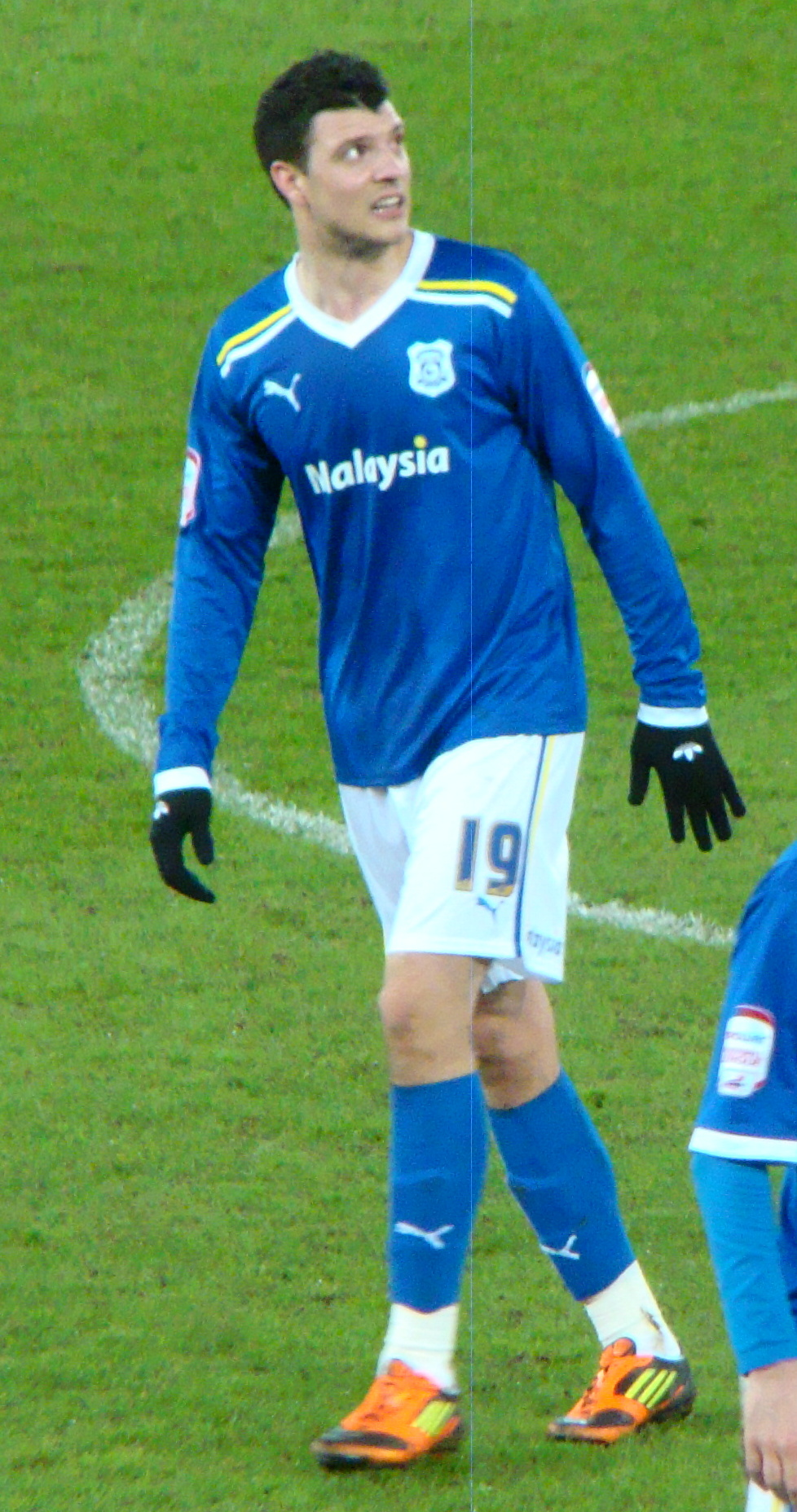
Haris Vučkić en Cardiff City

Nacido en Liubliana, Eslovenia, Vučkić jugó al fútbol en el NK Domžale de Domžale —un pequeño pueblo en el centro de Eslovenia— durante su juventud.
Unos pocos meses antes de cumplir dieciséis años, tuvo su debut con el club ante el N. K. Celje, en un partido de la Prva SNL jugado el 24 de mayo de 2008, en el que ingresó como sustituto. Como era demasiado joven según las reglas de la Federación Eslovena de Fútbol, a su club lo multaron. Después de cumplir los dieciséis, el 21 de agosto de 2008, lo ascendieron al primer equipo y jugó otros cuatro partidos de liga, antes de fichar por el Newcastle United de la Premier League.
El 16 de enero de 2009, se confirmó que Vučkić firmaría con el Newcastle por una cuota sustancial, y firmó por tres años y medio en el St James' Park.
Hizo su primera aparición con el equipo de reserva del Newcastle el 16 de febrero de 2009, cuando salió de la banca y anotó el gol de la victoria contra las reservas del Blackburn, con un zurdazo de veinte metros que llegó a la parte inferior de la red. Luego anotó su primer gol en su debut con el equipo sub-18, en la victoria 4-2 contra el Derby.
Él marcó tres goles por el equipo reserva, dos en la liga sub-18 y cinco en los amistosos de la pretemporada 2009/10. Vučkić debutó con el primer equipo el 26 de agosto de 2009, tras entrar como sustituto en un partido de la Copa de la Liga de Inglaterra contra el Huddersfield Town; en este jugó por la banda izquierda. Cinco días después, salió desde la banca a reemplazar al delantero Nile Ranger en la victoria 1-0 contra el Leicester City. Este encuentro se convirtió en su primera aparición en la liga por el club.
Ha sido ampliamente promocionado como una joven promesa para el futuro, y ha atraído el interés de grandes clubes europeos como el A. C. Milan y el Manchester United. Aunque Vučkić espera conseguir un lugar en el primer equipo del Newcastle.
Vučkić marcó su primer gol con el primer equipo del Newcastle contra el Carlisle United, en un partido amistoso jugado el 17 de julio de 2010, donde para anotar tuvo que realizar un lanzamiento curvado a la esquina inferior izquierda. En la campaña 2010-2011, el entrenador Chris Hughton dio oportunidades a varios jóvenes del equipo para jugar en la Copa de la Liga de Inglaterra. Vučkić jugó en el encuentro de segunda ronda contra el Accrington Stanley F. C. en el mediocampo, donde acompañó al joven Ryan Donaldson. Como el Newcastle pasó a la siguiente fase al vencer por 3-2, él jugó el partido por la tercera ronda contra el Chelsea, donde su equipo superó las expectativas y venció por 4-3 en un emocionante encuentro. En la siguiente ronda continuó su buen juego contra el Arsenal, y recibió el premio al jugador del partido, aunque su equipo perdió por 4-0. En enero del 2011, el futbolista firmó un nuevo contrato con el club de cinco años y medio.
El 26 de julio de 2011, Vučkić marcó de nuevo para el Newcastle, el último tanto en la victoria por 3-0 contra el Columbus Crew de la Major League Soccer. En el segundo encuentro de pretemporada del Newcastle contra el Leeds United en Elland Road, el jugador marcó el segundo tanto y brindó una buena actuación, aunque su equipo perdió por 3-2. Debutó en la Premier League en un partido contra el Fulham en el que ingresó como sustituto en el minuto 78,  pero siete minutos después él mismo fue reemplazado ya que presuntamente se había dislocado un dedo. Él volvió a jugar por el equipo cuatro meses después, cuando entró como sustituto en el empate 0-0 contra el Swansea City. Debutó en el once inicial del Newcastle el 21 de diciembre de 2011 ante el West Bromwich Albion, encuentro en el que recibió elogios por su actuación, que incluyó un tiro desde treinta metros que obligó al portero contrario a realizar una gran parada.
El 9 de febrero se confirmó que Vučkić sería cedido al Cardiff City por un mes.  Debutó en la derrota 2-1 contra el Leicester City, el 11 de febrero, pero solo estuvo la mitad del partido antes de ser reemplazado. Después, marcó su primer gol profesional en el partido contra el Peterborough United F. C.. Retornó al Newcastle el 12 de marzo, debido a las lesiones que había en el club y al deseo de regresar del jugador y de devolverlo por parte del Cardiff. Sin embargo, esto no se materializó debido a la compatibilidad con las lesiones en el Newcastle.
En junio de 2020 finalizó contrato con el FC Twente, quedando como agente libre y fichando por el Real Zaragoza.
El 13 de agosto de 2021 fue cedido al H. N. K. Rijeka de Croacia, donde siguió al finalizar la temporada después de hacerse efectiva la opción de compra que incluía el acuerdo de cesión. Se quedó hasta final de año, momento en el que optó por irse a Tailandia para jugar en el Buriram United F. C.

## Selección nacional
Impresionó en el Campeonato Europeo Sub-17 de la UEFA 2009 en los encuentros contra Turquía, Rusia y Malta, donde él anotó tres goles entre los tres partidos. Con solo dieciséis años jugó por Eslovenia en la fase final del Campeonato de Europa Sub-19 de la UEFA, que tuvo lugar en Ucrania durante julio de 2009.
El 10 de agosto de 2010 tuvo su primera aparición con la selección sub-21 de Eslovenia. Luego jugó en el segundo lapso —desde el minuto 46— del partido clasificatorio entre Suecia y Eslovenia que se disputó en Trelleborg el 6 de octubre de 2011. Después de un disparo cruzado desde la derecha en el minuto 81, Robert Berić empató el partido que acabó finalmente 1-1. Casi dos meses después lo convocaron en la lista de veintitrés jugadores que jugarían los partidos clasificatorios para la Eurocopa 2012 contra Islas Feroe y Estonia, que se disputarían el 8 y 12 de octubre. Vučkić estuvo en la banca los noventa minutos del partido contra Islas Feroe y no estuvo contra Estonia, ya que antes había retornado con el seleccionado sub-21.
Debutó con la selección absoluta el 29 de febrero de 2012, luego de reemplazar en el minuto 62 a Valter Birsa en un partido amistoso contra Escocia.

## Vida privada
Vučkić nació en Liubliana, Eslovenia. Su hermano mayor fue también del futbolista profesional Alen Vučkić, y jugó como defensa en el N. K. Olimpija Ljubljana, entre otros. Como su padre es de ascendencia bosnia, Bosnia y Herzegovina mostró interés en que jugara con su selección. Sin embargo, el futbolista desmintió las afirmaciones de los medios de comunicación bosnios que afirmaban que cambiaría de nacionalidad, y dijo que era un jugador de la selección de fútbol de Eslovenia y que así sería en un futuro. También hizo declaraciones públicas afirmando que siempre estaría disponible para un llamado de la selección eslovena. Después de la continua presión de los medios de comunicación y de los fanáticos —especialmente bosnios— sobre con que selección jugaría al cumplir dieciocho años, el jugador realizó una declaración abierta sobre el tema:

No voy a negar que me siento orgulloso de mi ascendencia. Y estoy orgulloso del hecho de ser bosnio gracias a mis padres, pero estoy igualmente orgulloso del hecho de haber nacido y crecido en Eslovenia. Sí, me siento orgulloso de ser esloveno, y Eslovenia es mi país. Di mis primeros pasos aquí, fui a la escuela aquí y tuve a mis amigos aquí. Sería muy difícil decirle que no a Eslovenia, a pesar de que es bueno saber que alguien te quiere, ya que eso significa que voy por el camino correcto. Sin embargo, nunca he tenido dudas de con quién quiero jugar. Los rumores que se están difundiendo públicamente no me afectan ya que decidí hace mucho tiempo con quién jugar.
Haris Vučkić cuando se le preguntó si iba a seguir el ejemplo de algunos jugadores que nacieron y crecieron en un país, pero que jugaron por otro.

## Clubes y estadísticas
| Equipo                            | Temporada           | Liga local | Liga local | Copa local(1) | Copa local(1) | Competición internacional | Competición internacional | Total | Total | Media goleadora |
| Equipo                            | Temporada           | Part.      | Goles      | Part.         | Goles         | Part.                     | Goles                     | Part. | Goles | Media goleadora |
| --------------------------------- | ------------------- | ---------- | ---------- | ------------- | ------------- | ------------------------- | ------------------------- | ----- | ----- | --------------- |
| N. K. Domžale Eslovenia           | 2007-08             | 1          | 0          | 0             | 0             | 0                         | 0                         | 1     | 0     | 0               |
| N. K. Domžale Eslovenia           | 2008-09             | 4          | 0          | 0             | 0             | —                         | —                         | 4     | 0     | 0               |
| N. K. Domžale Eslovenia           | Total               | 5          | 0          | 0             | 0             | 0                         | 0                         | 5     | 0     | 0               |
| Newcastle United F. C. Inglaterra | 2008-09             | 0          | 0          | 0             | 0             | —                         | —                         | 0     | 0     | 0               |
| Newcastle United F. C. Inglaterra | 2009-10             | 2          | 0          | 2             | 0             | —                         | —                         | 4     | 0     | 0               |
| Newcastle United F. C. Inglaterra | 2010-11             | 0          | 0          | 3             | 0             | —                         | —                         | 3     | 0     | 0               |
| Newcastle United F. C. Inglaterra | 2011-12             | 4          | 0          | 1             | 0             | —                         | —                         | 5     | 0     | 0               |
| Newcastle United F. C. Inglaterra | Total               | 6          | 0          | 6             | 0             | 0                         | 0                         | 12    | 0     | 0               |
| Cardiff City F. C. Gales          | 2011-12             | 5          | 1          | 0             | 0             | —                         | —                         | 5     | 1     | 0.2             |
| Cardiff City F. C. Gales          | Total               | 5          | 1          | 0             | 0             | 0                         | 0                         | 5     | 1     | 0.2             |
| Newcastle United F. C. Inglaterra | 2012-13             | 0          | 0          | 1             | 0             | 2                         | 1                         | 3     | 1     | 0.33            |
| Newcastle United F. C. Inglaterra | 2013-14             | 0          | 0          | 1             | 0             | —                         | —                         | 1     | 0     | 0               |
| Newcastle United F. C. Inglaterra | Total               | 0          | 0          | 2             | 0             | 2                         | 1                         | 4     | 1     | 0.25            |
| Rotherham United F. C. Inglaterra | 2013-14             | 25         | 4          | 1             | 0             | —                         | —                         | 26    | 4     | 0.15            |
| Rotherham United F. C. Inglaterra | Total               | 25         | 4          | 1             | 0             | 0                         | 0                         | 26    | 4     | 0.15            |
| Newcastle United F. C. Inglaterra | 2014-15             | 1          | 0          | 2             | 0             | —                         | —                         | 3     | 0     | 0               |
| Newcastle United F. C. Inglaterra | Total               | 1          | 0          | 2             | 0             | 0                         | 0                         | 3     | 0     | 0               |
| Rangers F. C. Escocia             | 2014-15             | 15         | 8          | 1             | 1             | —                         | —                         | 16    | 9     | 0.56            |
| Rangers F. C. Escocia             | Total               | 15         | 8          | 1             | 1             | 0                         | 0                         | 16    | 9     | 0.56            |
| Newcastle United F. C. Inglaterra | 2015-16             | 0          | 0          | 0             | 0             | —                         | —                         | 0     | 0     | 0               |
| Newcastle United F. C. Inglaterra | Total               | 0          | 0          | 0             | 0             | 0                         | 0                         | 0     | 0     | 0               |
| Wigan Athletic F. C. Inglaterra   | 2015-16             | 15         | 2          | 2             | 0             | —                         | —                         | 17    | 2     | 0.12            |
| Wigan Athletic F. C. Inglaterra   | Total               | 15         | 2          | 2             | 0             | 0                         | 0                         | 17    | 2     | 0.12            |
| Newcastle United F. C. Inglaterra | 2016-17             | 0          | 0          | 0             | 0             | —                         | —                         | 0     | 0     | 0               |
| Newcastle United F. C. Inglaterra | Total               | 0          | 0          | 0             | 0             | 0                         | 0                         | 0     | 0     | 0               |
| Bradford City A. F. C. Inglaterra | 2016-17             | 10         | 1          | 4             | 1             | —                         | —                         | 14    | 2     | 0.14            |
| Bradford City A. F. C. Inglaterra | Total               | 10         | 1          | 4             | 1             | 0                         | 0                         | 14    | 2     | 0.14            |
| F. C. Twente · Países Bajos       | 2017-18             | 12         | 3          | 3             | 1             | —                         | —                         | 15    | 4     | 0.27            |
| F. C. Twente · Países Bajos       | 2018-19             | 7          | 1          | 0             | 0             | —                         | —                         | 7     | 1     | 0.14            |
| F. C. Twente · Países Bajos       | 2019-20             | 25         | 11         | 1             | 0             | —                         | —                         | 26    | 11    | 0.42            |
| F. C. Twente · Países Bajos       | Total               | 44         | 15         | 4             | 1             | 0                         | 0                         | 48    | 16    | 0.33            |
| Real Zaragoza · España            | 2020-21             | 15         | 0          | 2             | 0             | —                         | —                         | 17    | 0     | 0               |
| Real Zaragoza · España            | Total               | 15         | 0          | 2             | 0             | 0                         | 0                         | 17    | 0     | 0               |
| Total de su carrera               | Total de su carrera | 138        | 31         | 24            | 3             | 2                         | 1                         | 173   | 37    | 0.21            |

Estadísticas actualizadas a la fecha: 19 de agosto de 2020.
- 1Las copas locales se refieren a la EFL Cup, la EFL Trophy, la FA Cup, la Copa de Escocia y la Copa de los Países Bajos.